# Jovençan
Jovençan (pron. /ʒɔvɑ̃sɑ̃/  - Dzouènçan in patois valdostano) è un comune italiano sparso di 716 abitanti della Valle d'Aosta.

## Geografia fisica

### Territorio
- Classificazione sismica: zona 4 (sismicità molto bassa)[6]

## Origini del nome
Il toponimo latino è Juventanum (anticamente Fundus Joventianus).

## Storia
Da Jovençan, in epoca romana, passava la via delle Gallie, strada romana consolare fatta costruire da Augusto per collegare la Pianura Padana con la Gallia.
In epoca fascista, il comune fu accorpato a quello di Aosta.

### Simboli
Lo stemma e il gonfalone sono stati concessi con decreto del presidente della Repubblica del 25 ottobre 1994.
Lo stemma combina l'emblema di due delle casate feudali che possedettero il territorio di Jovençan nel Medioevo: i De La Tour en Gressan (di nero, al leone d'oro, armato e linguato di rosso) e D'Aymavilles (d'oro, al leone di nero, armato e linguato di rosso), con l'aggiunta del capo di rosso, tratto dallo stemma dei signori di Challant, che furono investiti della signoria di Aymavilles nel 1354 (d'argento, al capo di rosso, alla banda attraversante sul tutto di nero). La moneta celtica imitante una dracma greca d'argento, un esemplare della quale fu rinvenuto in un terreno adiacente alla torre medievale di Pompiod, si riferisce ad un insediamento preromano che poteva trovarsi sul luogo: la tradizione narra che a Jovençan si sarebbe probabilmente trovata la mitica città di Cordelia, capitale del popolo dei Salassi.
Il gonfalone è un drappo partito di rosso e di nero.

## Monumenti e luoghi d'interesse
In località Pompiod si trovano un forno del 1893 e la cappella di Santa Barbara.
Degna di nota anche la cappella di Saint-Gothard, della fine del XVII secolo.
Dominano il borgo il campanile e la chiesa parrocchiale romanica, ricostruita nel 1452 per conto del curato Sulpice de la Tour de Gressan, e affrescata dai fratelli Artari. La chiesa parrocchiale è stata in seguito ingrandita a fine Ottocento.

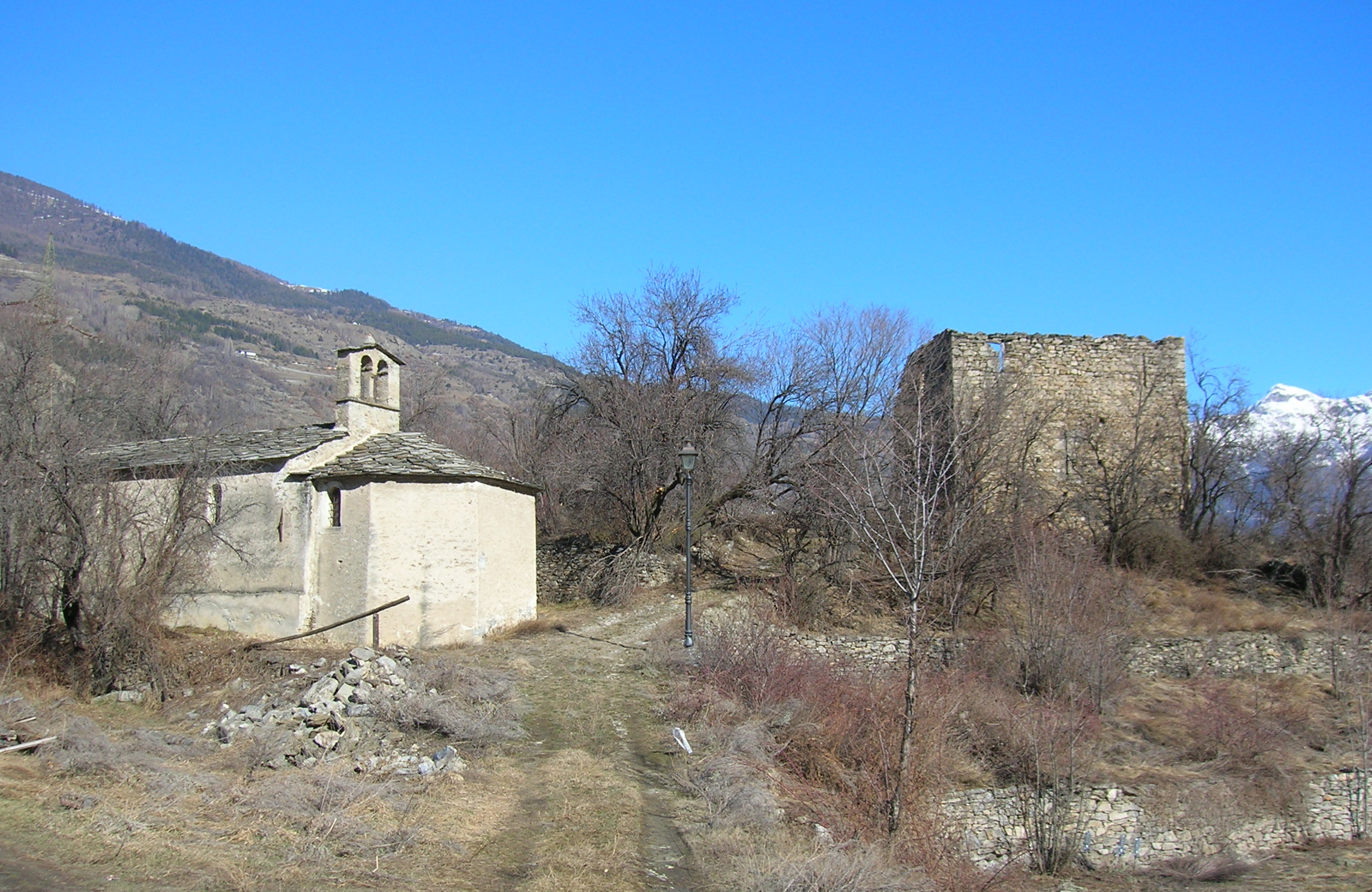
Il promontorio di Châtelair, su cui si trovano la Torre dei Salassi, il basamento del Castello dei tiranni e la chiesetta di Saint-Georges-en-Châtelair.

Il principale luogo d'interesse sul territorio comunale è il promontorio di Châtelair, lungo la strada regionale 20 per Aymavilles, che la leggenda vuole essere stato il luogo in cui sorse la capitale salassa, Cordèle (Cordelia). Qui si trova la chiesetta di Saint-Georges-en-Châtelair, costruita nel 1661, dopo la peste del 1630, come cappella al servizio del castello dei Jovensano e recentemente restaurata. A fianco alla chiesa si trova la torre dei Salassi o casaforte di Pompiod, un rudere talvolta confuso con il castello, mentre salendo appena il promontorio si arriva in pochi minuti ai veri ruderi del castello di Jovençan, detto anche Castello dei tiranni: il castello, del XIII secolo, fu fatto radere al suolo nel XIV secolo dal Conte di Savoia, per questo se ne conservano solo il basamento di una torre circolare e i resti delle spesse mura a indicare la grandiosità del sito originario.
Il promontorio è stato oggetto dell'attenzione comunale con un recupero parziale del sito avvenuto a metà degli anni duemila, dotandolo di illuminazione, ma è ancora in stato di degrado. Una proposta vorrebbe destinare il promontorio ad orto botanico di piante officinali come complemento della Maison des anciens remèdes. Il sito allo stato attuale è ancora poco studiato dal punto di vista archeologico, anche se alcuni ritrovamenti nella zona confermano l'ipotesi di antichi insediamenti.
In località Lillaz nel 2005 il comune ha acquistato i resti del vecchio mulino servito dal canale d'irrigazione de la Riva per valorizzarlo, mentre l'edificio detto Baou de la Cura, al villaggio Les Adam, tipico esempio di architettura rurale valdostana, è già stato recuperato e ospita da febbraio 2011 il museo della "Maison des anciens remèdes".

## Società

### Evoluzione demografica
Abitanti censiti

### Lingue e dialetti
Come nel resto della regione, anche in questo comune è diffuso il patois valdostano.

### Istituzioni, enti e associazioni
A Jovençan è attiva la compagnia teatrale in patois valdostano La Ville de Cordèle.

## Cultura

### Musei
- La maison des anciens remèdes - Centro sull'uso delle piante officinali[15]

## Economia
Jovençan è un comune a vocazione agricola. Ha particolare rilievo la viticoltura (si coltivano i vitigni di petit rouge, di gamay e di pinot noir) e l'arboricoltura per le piante da frutto, di cui si occupa dal 1967 la Société coopérative des fruits de Jovençan.
L'altra attività economica di rilievo è l'allevamento di bovini e, in misura minore, di ovini, con la corrispettiva produzione casearia.

## Amministrazione
Jovençan fa parte dell'Unité des Communes valdôtaines Mont-Émilius.
Di seguito è presentata una tabella relativa alle amministrazioni che si sono succedute in questo comune.
| Periodo           | Periodo           | Primo cittadino     | Partito                          | Carica  | Note   |
| ----------------- | ----------------- | ------------------- | -------------------------------- | ------- | ------ |
| 29 luglio 1988    | 30 maggio 1990    | Sandro Pépellin     | UV                               | Sindaco | [ 17 ] |
| 30 maggio 1990    | 25 gennaio 1991   | Sandro Pépellin     | UV                               | Sindaco | [ 17 ] |
| 25 gennaio 1991   | 29 maggio 1995    | Franco Montrosset   | UV                               | Sindaco | [ 17 ] |
| 29 maggio 1995    | 8 maggio 2000     | Franco Montrosset   | -                                | Sindaco | [ 17 ] |
| 8 maggio 2000     | 9 maggio 2005     | Sandro Pépellin     | lista civica                     | Sindaco | [ 17 ] |
| 9 maggio 2005     | 25 maggio 2010    | Sandro Pépellin     | lista civica                     | Sindaco | [ 17 ] |
| 24 maggio 2010    | 11 maggio 2015    | Sandro Pépellin     | lista civica                     | Sindaco | [ 17 ] |
| 26 maggio 2015    | 22 settembre 2020 | Vally Lucianaz      | lista civica                     | Sindaco | [ 17 ] |
| 23 settembre 2020 | 25 agosto 2023    | Riccardo Désaymonet | lista civica Avant tout Jovençan | Sindaco | [ 17 ] |
| 25 agosto 2023    | in carica         | Stefano Belli       | -                                | Sindaco | [ 17 ] |

## Sport
Sul territorio comunale ha particolarmente seguito la rebatta, gioco tradizionale valdostano.

## Galleria d'immagini

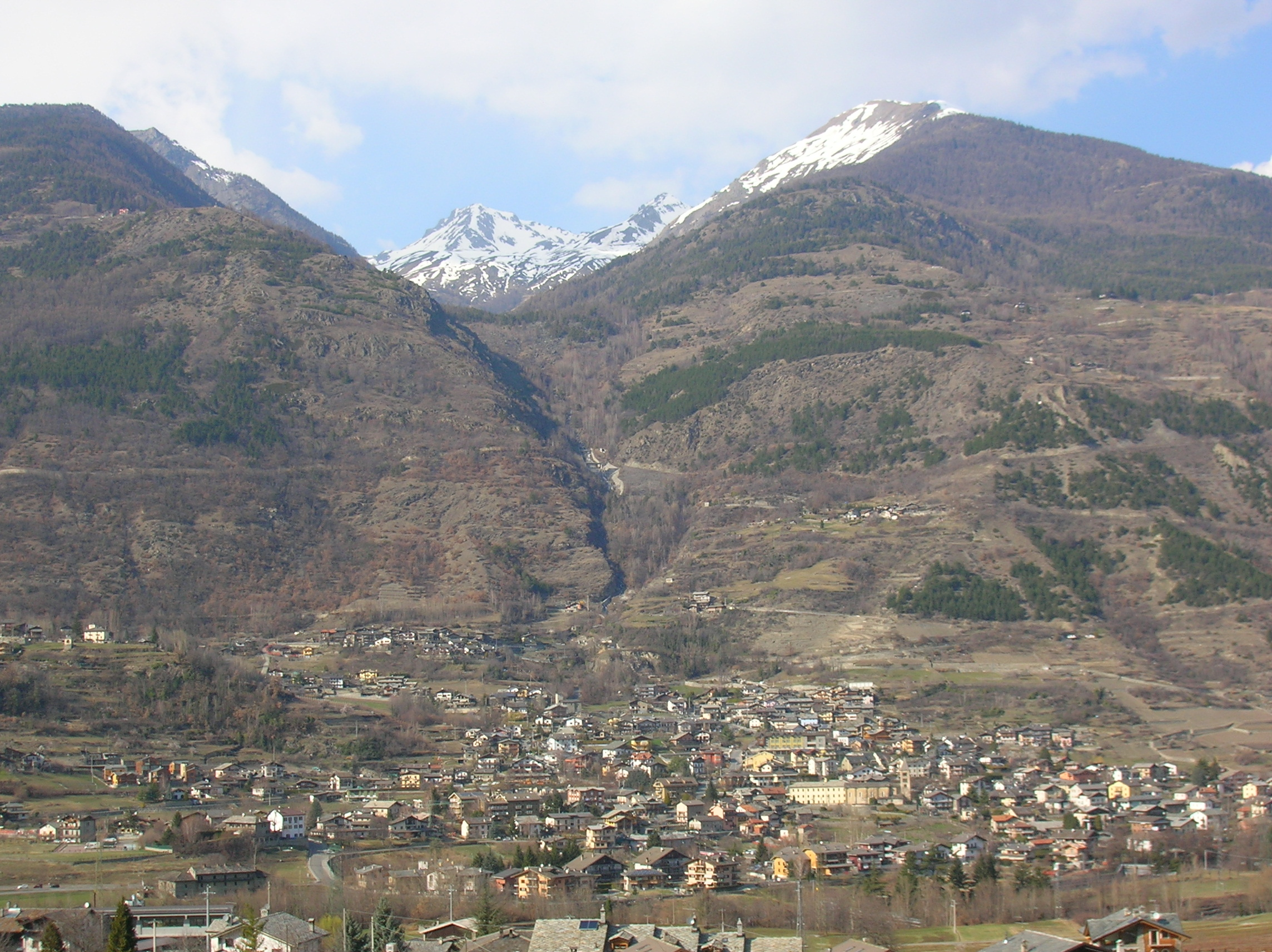
Il villaggio di Pompiod.
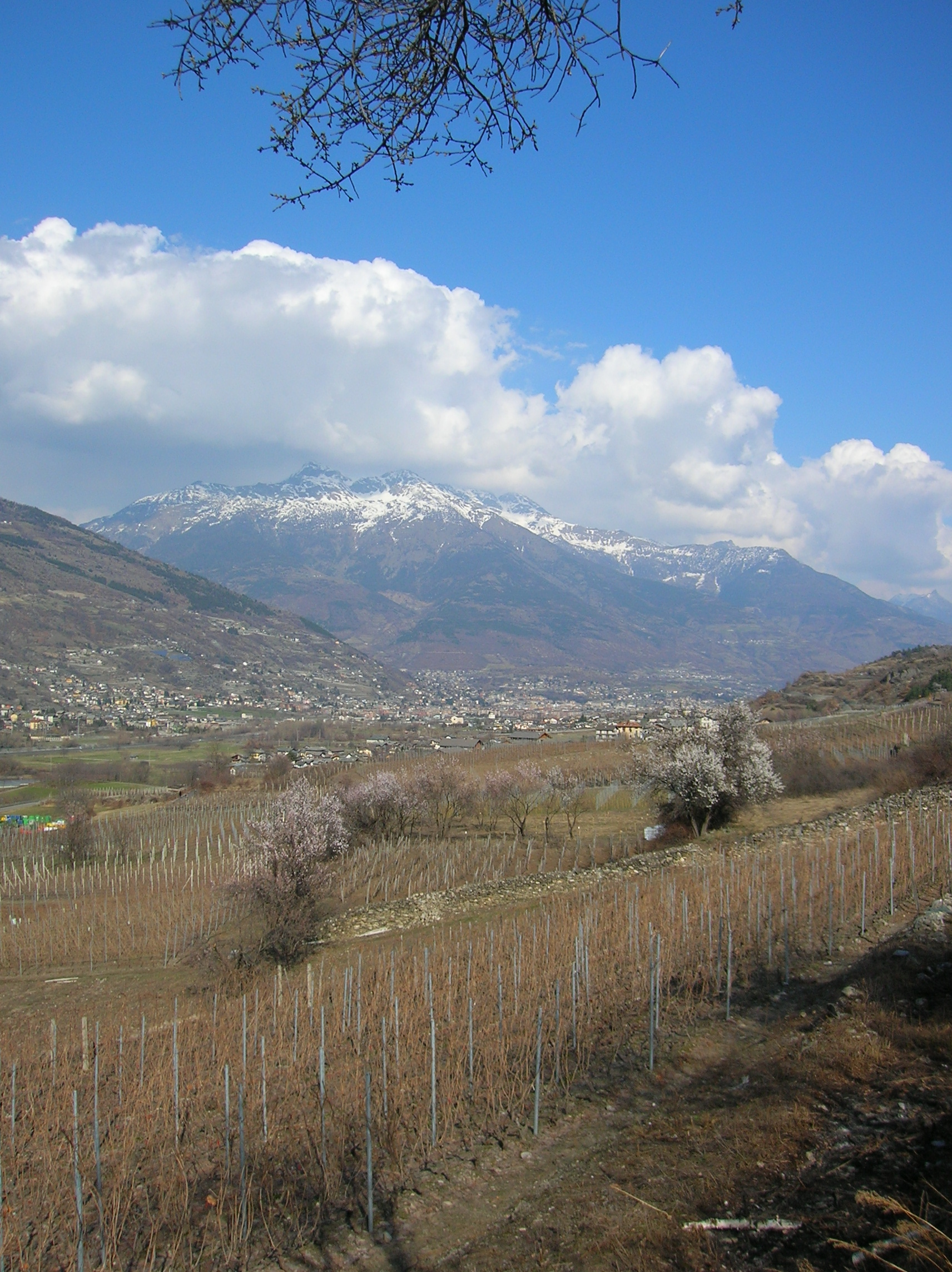
Le colline a vigneti.
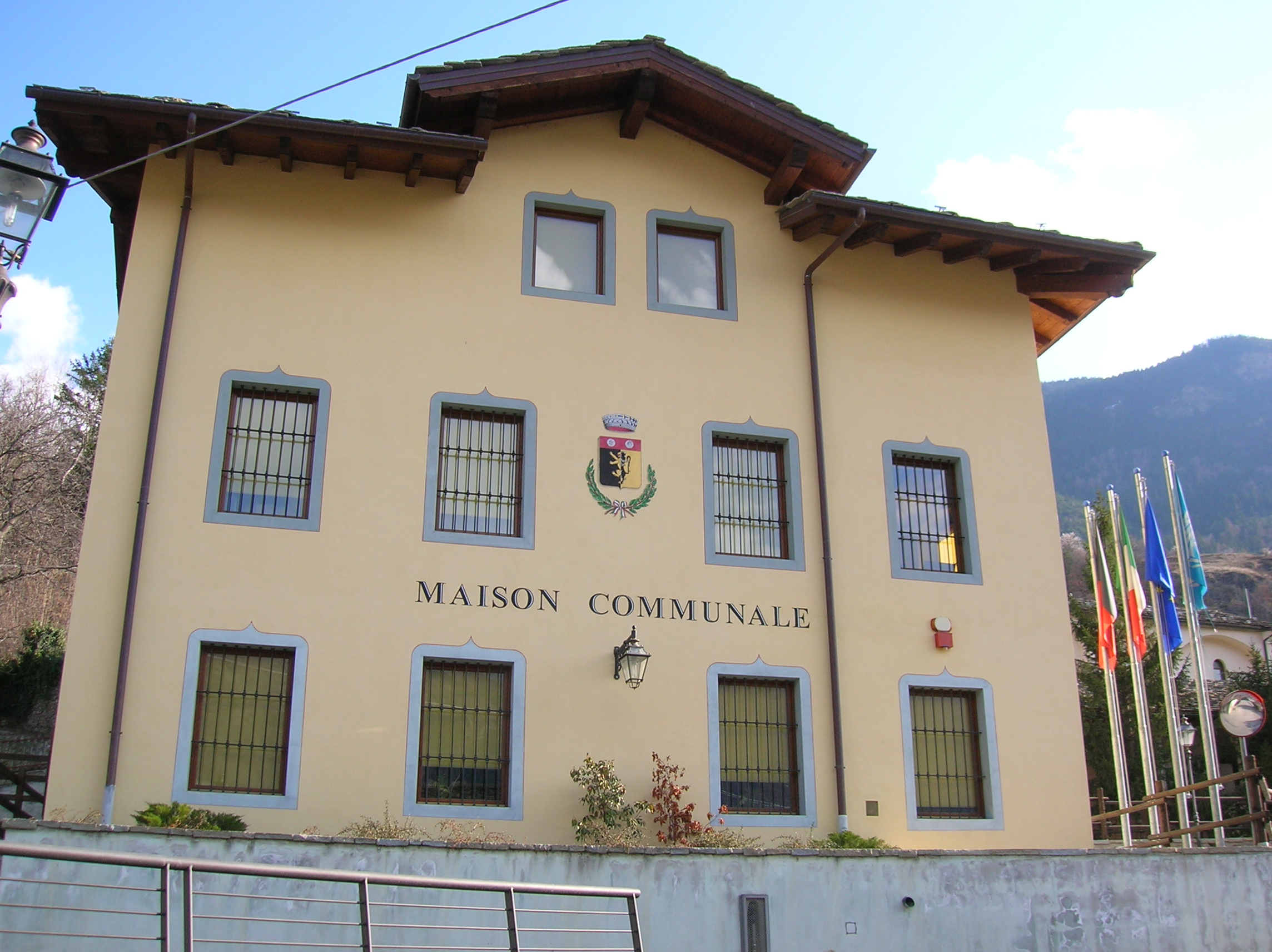
Il municipio.
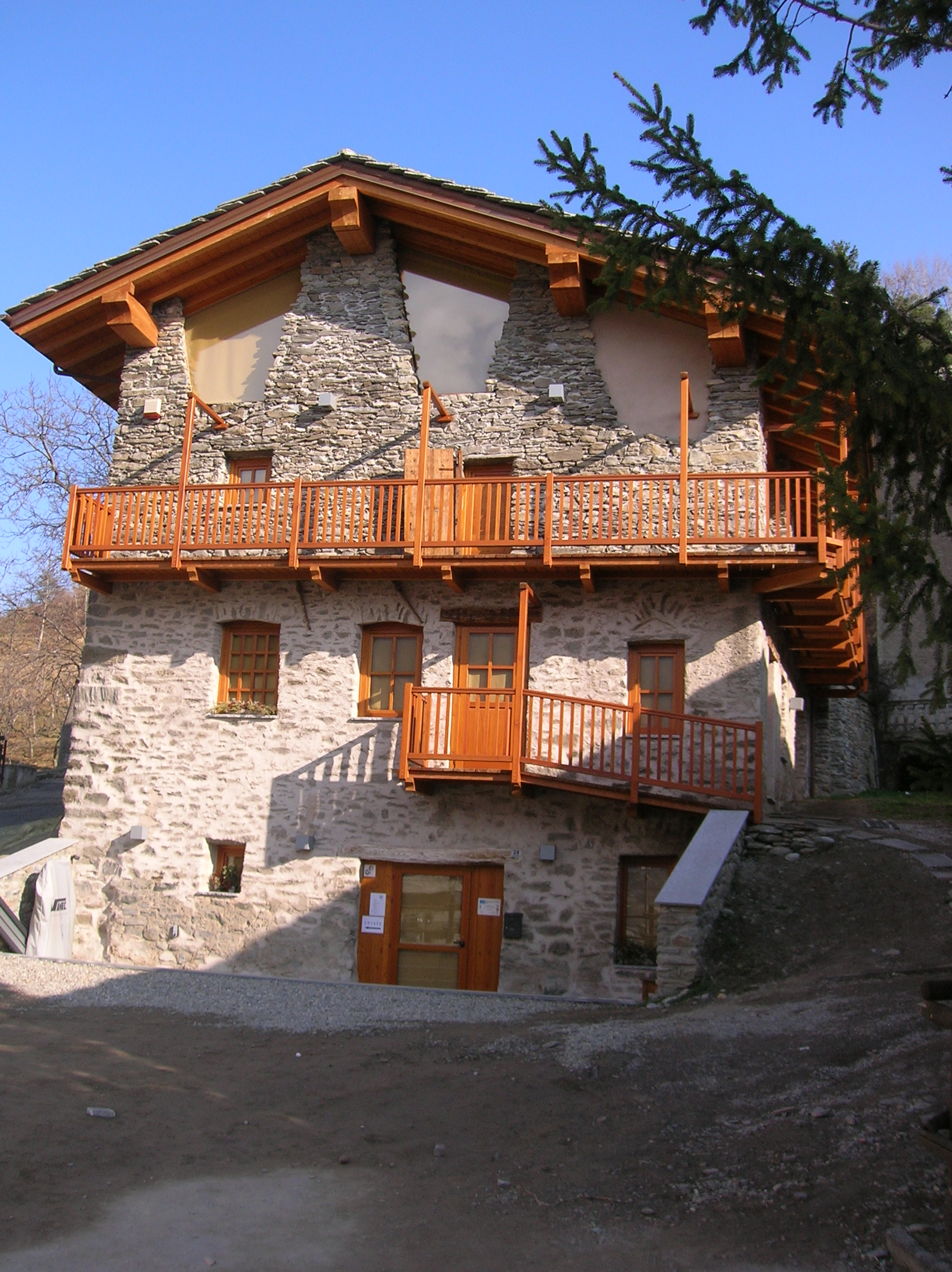
La Maison des anciens remèdes.
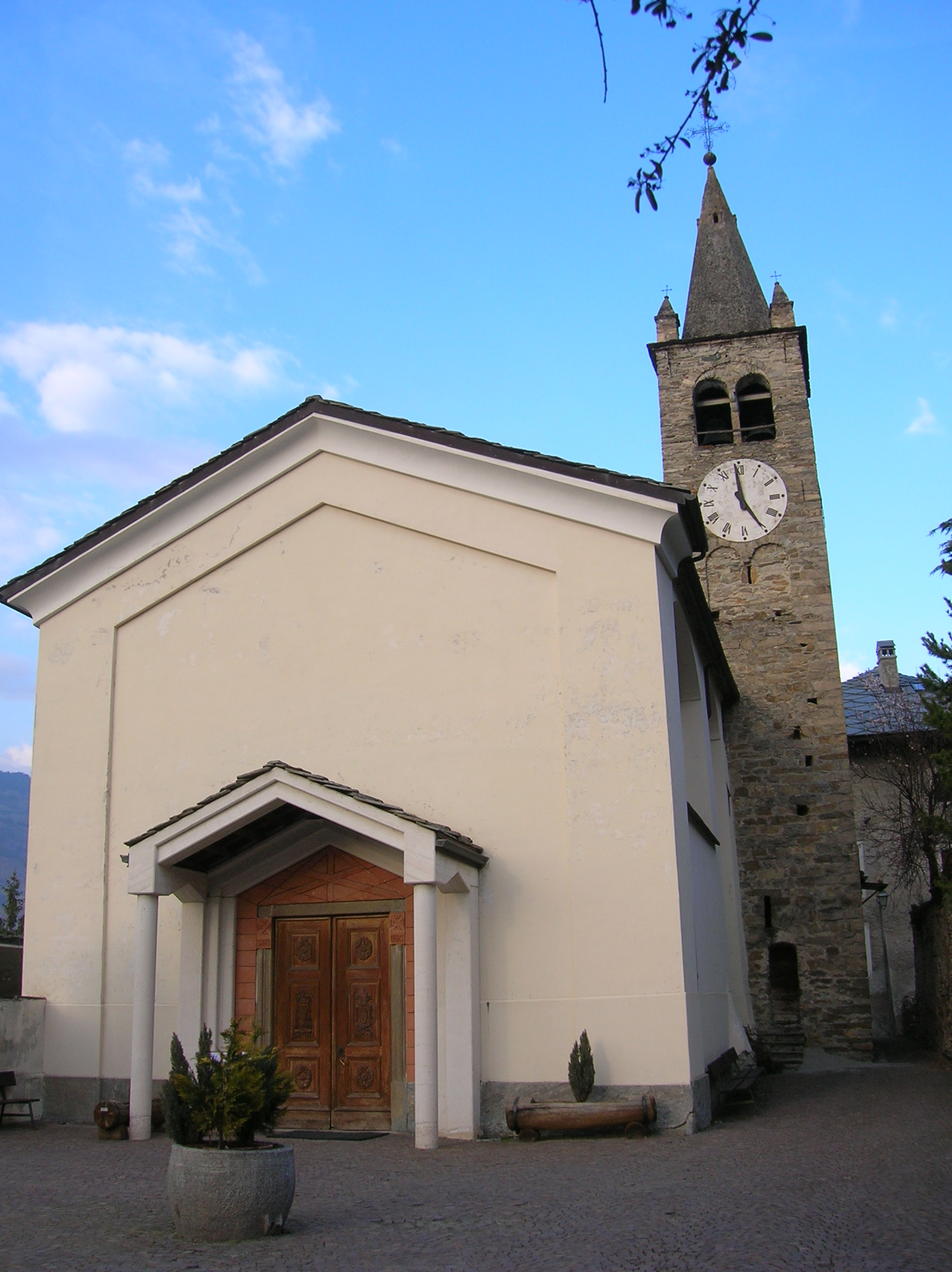
La chiesa parrocchiale.
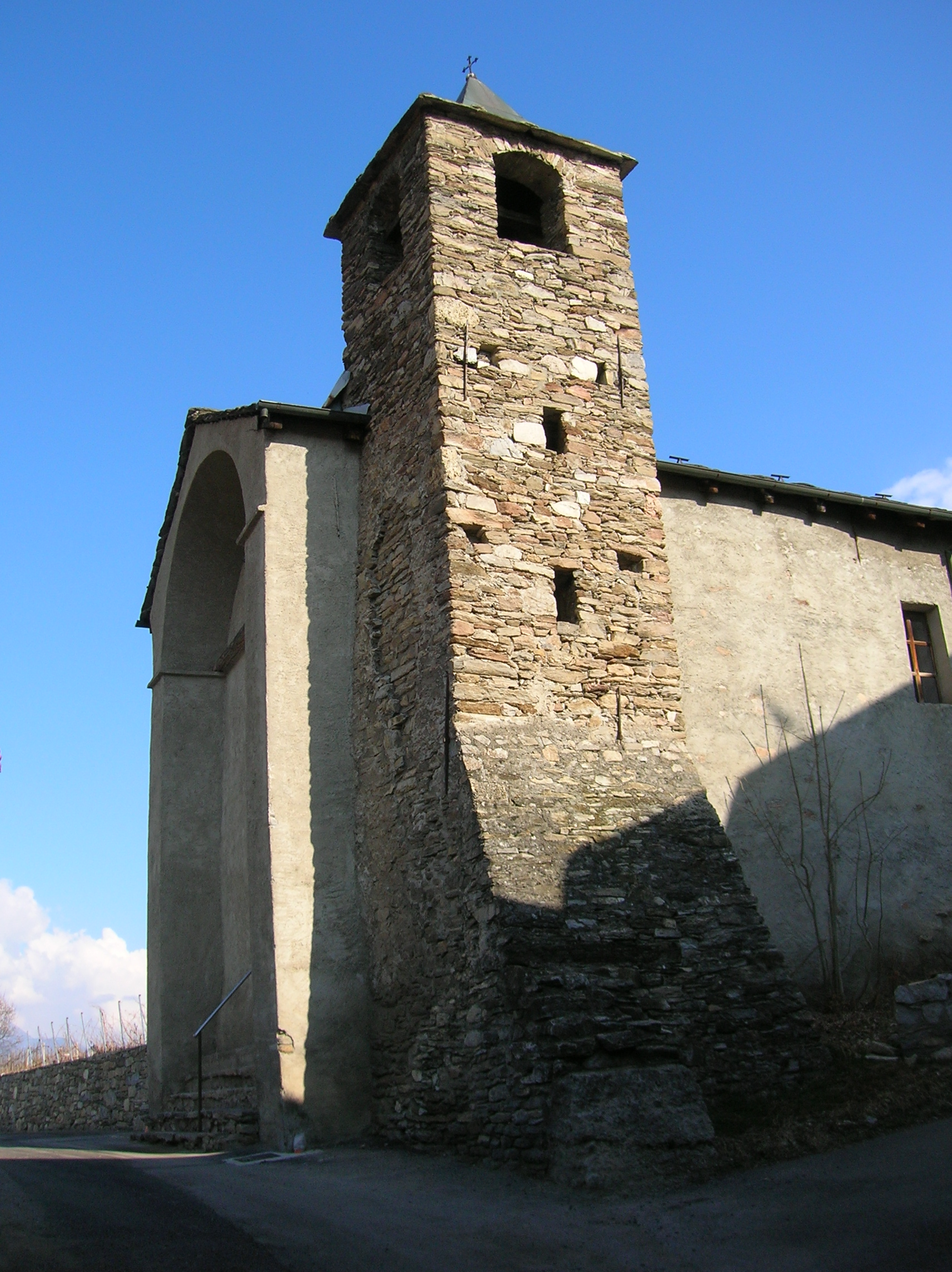
Chiesa a Pompiod.
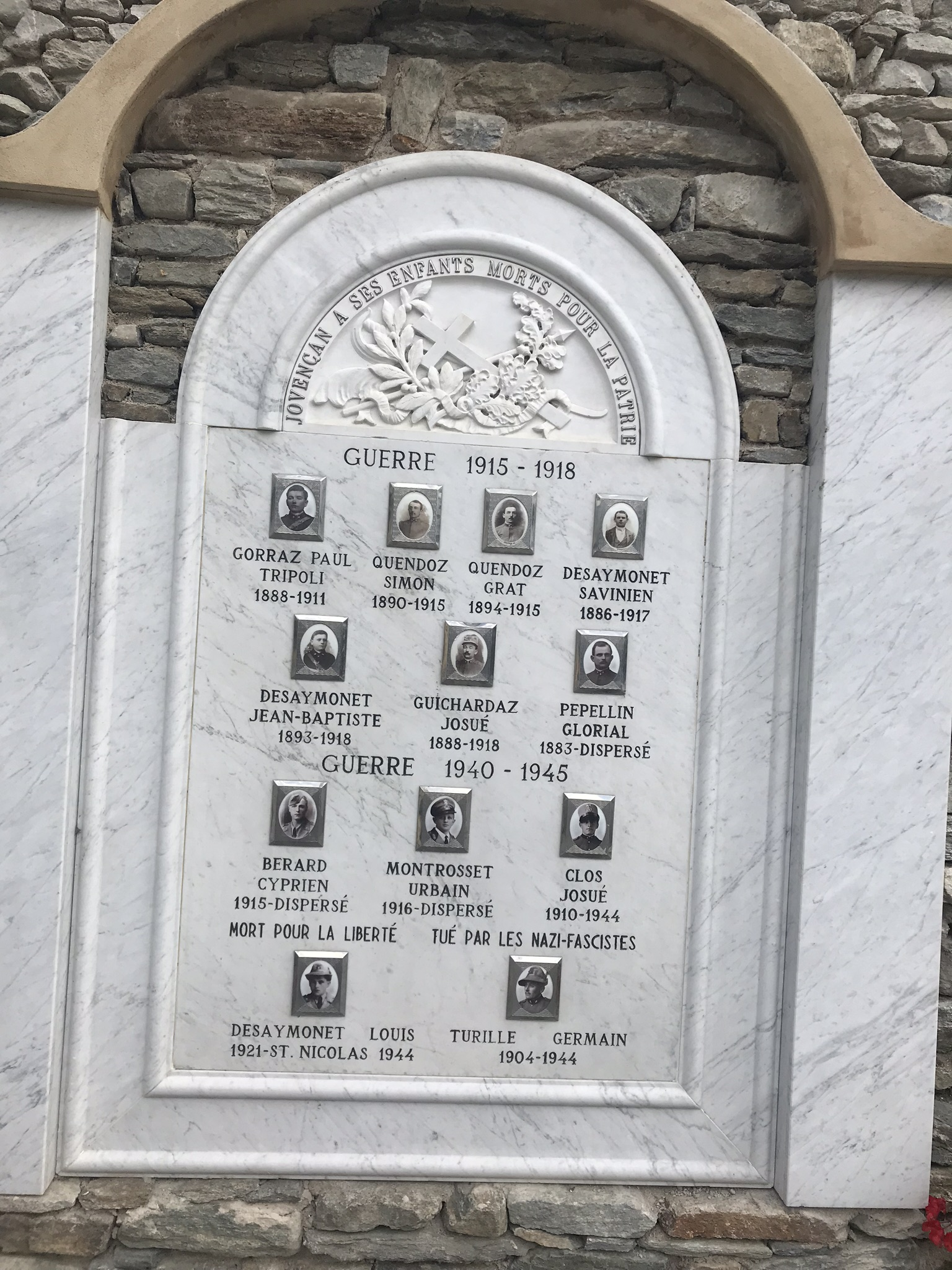
Lapide dedicata ai caduti della Prima guerra mondiale.